# Теодорос Адам
Теодорос Адам (на гръцки: Θεόδωρος Αδάμ) e македонски гъркоманин, капитан на чета на гръцката въоръжена пропаганда.

## Биография
Теодорос Адам е роден в битолското влашко село Нижеполе, тогава в Османската империя. Още преди 1903 година организира прогръцки комитет в родното си село и оглавява въоръжена чета.
След Илинденско-Преображенското въстание е заловен. В османските документи пише: Тодор Адам, влах, православен, обвинен в „разбунтуване, присъединявайки се към българския бунтовнически комитет“. Осъден е от Извънредния съд на 3 години каторга и лежи в Битолския затвор. Амнистиран е с общата амнистия от 12 април 1904 година.
След започването на активната гръцка пропаганда и пристигането на чети, начело с гръцки офицери в Пелагония, Адам подпомага критянина Йоанис Каравитис до 1907 година. В 1908 година четата му, съставена от нижополци, влиза в отряда на Панайотис Героянис. Въоръжената му дейност продължава и след Младотурската революция в 1908 година до Балканската война в 1912 година.